# Молочай ядовитый
Молоча́й ядови́тый (лат. Euphórbia virósa) ― многолетний суккулентный кустарник; вид рода Молочай (Euphorbia) семейства Молочайные (Euphorbiaceae).

## Морфология
Небольшой, многолетний, колючий, безлистный, колоннообразный, суккулентный кустарник с довольно неправильной формой, 0,5—1,5 м высотой. Он формирует крону торчащих пучком, подобных кактусу, толстых, коротких ветвей.
Ветви синевато-серые, вертикальные, редко повторно ветвящиеся, с 4—6 рёбрами, сжатыми с интервалом 4—8 см.
Шипы от белых до тёмно-коричневых, парные, до 5 см длиной.
Листья маленькие, эфемерные, растущие только на молодой поросли.
Соцветия с 1—3 жёлтыми циатиями, появляющимися на верхушках ветвей, на рёбрах между парами шипов.

## Распространение
Африка: Ангола, ЮАР (Капская провинция), Намибия.
Растёт на скалистых обнажениях, главным образом, на северных склонах холмов и гор, иногда на вершинах. Растёт среди других суккулентов, редко среди трав. Часто является доминирующим видом.
|                                                                  |  |  |  |
| Слева направо: стебель с ветвями, ребро и шипы, листья, соцветия |  |  |  |

## Практическое использование
Как и у других видов молочая сок этого растения ядовит, но после высыхания молочай ядовитый может использоваться на корм скоту. После срезания ветви выдерживают в течение нескольких дней, после этого едкий вкус его сока исчезает и он может поедаться скотом. Он используется как дополнительный фураж особенно во время засухи.
Может выращиваться в садах с сухим и тёплым климатом, на каменистой почве. Молочай ядовитый засухоустойчив, но не выносит заморозков. Легко выращивается в закрытых помещениях. Поливать нужно регулярно с марта по сентябрь, зимой полив почти не нужен. Растение становится взрослым лишь через 5—10 лет. Размножается черенками.

## Таксономия

### Таксономическая таблица
|  |                                      |  |                                                             |                                                             |                      |  | ещё 36 семейств (согласно Системе APG II), в том числе Маковые | ещё 36 семейств (согласно Системе APG II), в том числе Маковые |                         |  |  |  | ещё ≈2000 видов |
|  |                                      |  |                                                             |                                                             |                      |  | ещё 36 семейств (согласно Системе APG II), в том числе Маковые | ещё 36 семейств (согласно Системе APG II), в том числе Маковые |                         |  |  |  | ещё ≈2000 видов |
|  |                                      |  |                                                             | порядок Мальпигиецветные                                    |                      |  |                                                                |                                                                | род Молочай (Euphorbia) |  |  |  |                 |
|  |                                      |  |                                                             | порядок Мальпигиецветные                                    |                      |  |                                                                |                                                                | род Молочай (Euphorbia) |  |  |  |                 |
|  | отдел Цветковые, или Покрытосеменные |  |                                                             |                                                             | семейство Молочайные |  |                                                                |                                                                | вид Молочай ядовитый    |  |  |  |                 |
|  | отдел Цветковые, или Покрытосеменные |  |                                                             |                                                             | семейство Молочайные |  |                                                                |                                                                |                         |  |  |  |                 |
|  |                                      |  | ещё 44 порядка цветковых растений (согласно Системе APG II) | ещё 44 порядка цветковых растений (согласно Системе APG II) |                      |  |                                                                | ещё >300 родов                                                 | ещё >300 родов          |  |  |  |                 |
|  |                                      |  |                                                             | ещё 44 порядка цветковых растений (согласно Системе APG II) |                      |  |                                                                |                                                                | ещё >300 родов          |  |  |  |                 |

### Подроды
В пределах вида выделяются два подвида:
- Euphorbia virosa subsp. arenicola L.C.Leach — Юго-Западная Ангола
- Euphorbia virosa subsp. virosa — Ангола, Капская провинция, Намибия